# Киргизов, Степан Григорьевич
Степан Григорьевич Киргизов (17 мая 1903, Усть-Карск, Забайкальская область — 28 марта 1944, Довжосккий район, Каменец-Подольская область) — старший лейтенант Рабоче-крестьянской Красной Армии, участник Великой Отечественной войны, Герой Советского Союза (1943).

## Биография
Степан Киргизов родился в 1903 году в посёлке Усть-Карск (ныне — Сретенский район Забайкальского края). Окончил начальную школу. Участвовал в боях Гражданской войны. После её окончания Киргизов работал на предприятиях, затем в отделении милиции, а позднее стал председателем поселкового совета. В 1941 году Киргизов был призван Усть-Карским РВК на службу в Рабоче-крестьянскую Красную Армию. С июля того же года — на фронтах Великой Отечественной войны: Южном и Воронежском. Окончил курсы младших лейтенантов. Кандидат в члены ВКП(б). К сентябрю 1943 года старший лейтенант Степан Киргизов командовал пулемётной ротой 383-го стрелкового полка 121-й стрелковой дивизии 60-й армии Центрального фронта. Отличился во время битвы за Днепр.26 июня 1943 года ранен.
26 сентября 1943 года рота Киргизова переправилась через Днепр в районе села Глебовка Вышгородского района Киевской области Украинской ССР и захватила плацдарм на его западном берегу. Своим огнём она прикрывала переправу основных полковых подразделений, нанеся противнику большие потери в боевой технике и живой силе.
Указом Президиума Верховного Совета СССР от 17 октября 1943 года старший лейтенант Степан Киргизов был удостоен высокого звания Героя Советского Союза с вручением ордена Ленина и медали «Золотая Звезда».
28 марта 1944 года Киргизов погиб в боях под Каменцом-Подольским. Похоронен в селе Должок Каменец-Подольского района Хмельницкой области Украины.
Был также награждён орденом Красной Звезды — за уничтожение им лично 15 солдат противника огнем пулемёта и за то, что в боях за Воронеж и Курск его рота уничтожила до 270 соладт и офицеров врага.
В честь Киргизова названа улица в Усть-Карске.